# Stephen Dorff
Stephen Dorff, född 29 juli 1973 i Atlanta, Georgia, är en amerikansk skådespelare.
Dorff har varit med och producerat filmerna Felon (2008) och En fars val (2000).
Han har tidigare haft ett förhållande med Pamela Anderson.

## Filmografi i urval
- 1985 – Diff'rent Strokes (TV-serie) (ett avsnitt)
- 1987 – The Gate
- 1989 – Härlige Harry (TV-serie) (ett avsnitt)
- 1989 – Våra värsta år (TV-serie) (ett avsnitt)
- 1989 – I Know My First Name Is Steven
- 1989 – Roseanne (TV-serie) (tre avsnitt)
- 1991 – Blossom (TV-serie) (ett avsnitt)
- 1992 – Ensam är stark
- 1993 – Judgment Night
- 1994 – Backbeat
- 1994 – S.F.W.
- 1996 – I Shot Andy Warhol
- 1996 – Blood & Wine
- 1996 – Space Truckers
- 1997 – City of Industry
- 1998 – Blade
- 1999 – Earthly Possessions
- 1999 – Entropy
- 2000 – Cecil B. DeMented
- 2001 – Zoolander (ej krediterad)
- 2002 – Gänget från Brooklyn
- 2002 – Riders
- 2002 – FeardotCom
- 2003 – Cold Creek Manor
- 2005 – Alone in the Dark
- 2005 – Shadowboxer
- 2006 – Covert One: The Hades Factor (TV-serie)
- 2006 – World Trade Center
- 2006 – .45
- 2007 – Botched
- 2008 – Felon
- 2008 – XIII (miniserie, två avsnitt)
- 2009 – Public Enemies
- 2010 – Somewhere
- 2011 – Born to Be a Star
- 2011 – Immortals
- 2011 – Carjacked
- 2012 – Brake
- 2012 – The Iceman
- 2012 – The Motel Life
- 2012 – Tomorrow You're Gone
- 2012 – A Glimpse Inside the Mind of Charles Swan III
- 2013 – Officer Down
- 2019 – True Detective (TV-serie)
- 2025 – Bride Hard